# Breech Loading 18-inch Rail Howitzer
De Breech Loading 18-inch Rail Howitzer, ook bekend als L1-houwitser, is een houwitser met een kaliber van 18 inch (46 centimeter) met een loop van zeventien meter lang. Het 195 ton zware spoorweggeschut van het Britse leger was in Nederland voor de tijdelijke tentoonstelling Sporen naar het Front in het Spoorwegmuseum.

## Geschiedenis
De trein als wapen maakte zijn introductie tijdens de Amerikaanse Burgeroorlog (1861-1865). Eerst werden op platte wagens stukken geschut geplaatst, zodat deze snel getransporteerd konden worden, maar al snel werden de kanonnen vanaf de wagens afgevuurd. In de loop van de tijd werden de spoorwegkanonnen steeds geavanceerder, efficiënter en ook groter.
In de Eerste Wereldoorlog was een wapenwedloop aan de gang. Kanonnen kregen een steeds groter kaliber. De Britse regering gaf opdracht om vijf 18 inch-houwitsers te maken, genummerd L1 tot en met L5. Deze houwitsers moesten kleinere versies van 14 inch vervangen en zouden op treinwagons van het type Boche Buster en Scene Shifter worden geplaatst. De opdracht ging naar de Elswick Ordnance Company. Deze enorme machine is echter nooit in de oorlog gebruikt. Pas in 1920 werden de stukken opgeleverd. In 1921 werden met de L1 nog enkele proefschoten afgevuurd bij Shoeburyness, aan de kust van Essex.

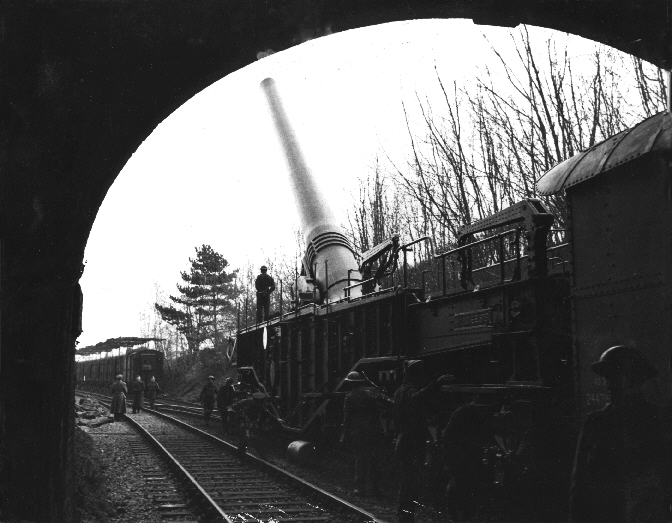
Houwitser in actie bij spoorwegtunnel in maart 1941

In de Tweede Wereldoorlog werd één stuk geactiveerd. Het werd naar de kust bij Kent gebracht om een eventuele invasie van de Duitsers af te slaan. Militairen namen het beheer van de Elham Valley Railway over. De houwitser werd geparkeerd in de Bourne Park-tunnel. De invasie bleef uit en het kanon heeft nooit gevuurd. In 1943 werd het stuk teruggetrokken uit Kent.
In de jaren 60 zijn de kanonnen verschroot, uitgezonderd de L1. De L1 is nog gebruikt bij het testen van een 1.000 pond zware bunkerbom. Het werd overgedaan aan het Royal Artillery Historical Trust in Groot-Brittannië. Het staat tentoongesteld in Camp Larkhill in het graafschap Wiltshire.

## Beschrijving
Het kaliber van de houwitser was 18 inch (46 centimeter). De loop had een lengte van zo’n 17 meter, ofwel 34,7 kalibers. Het gewicht van een hoog explosief granaat was ruim 1 ton en deze kon doelen op 20 kilometer afstand raken. De loop in treinopstelling kon 2 graden naar links of rechts draaien en had een maximale elevatie van 40 graden. Door hun grote gewicht en statische loop was een spoor met een lange bocht gewenst zodat het geschut toch de granaten in alle richtingen kon afvuren.

## L1 in Nederland

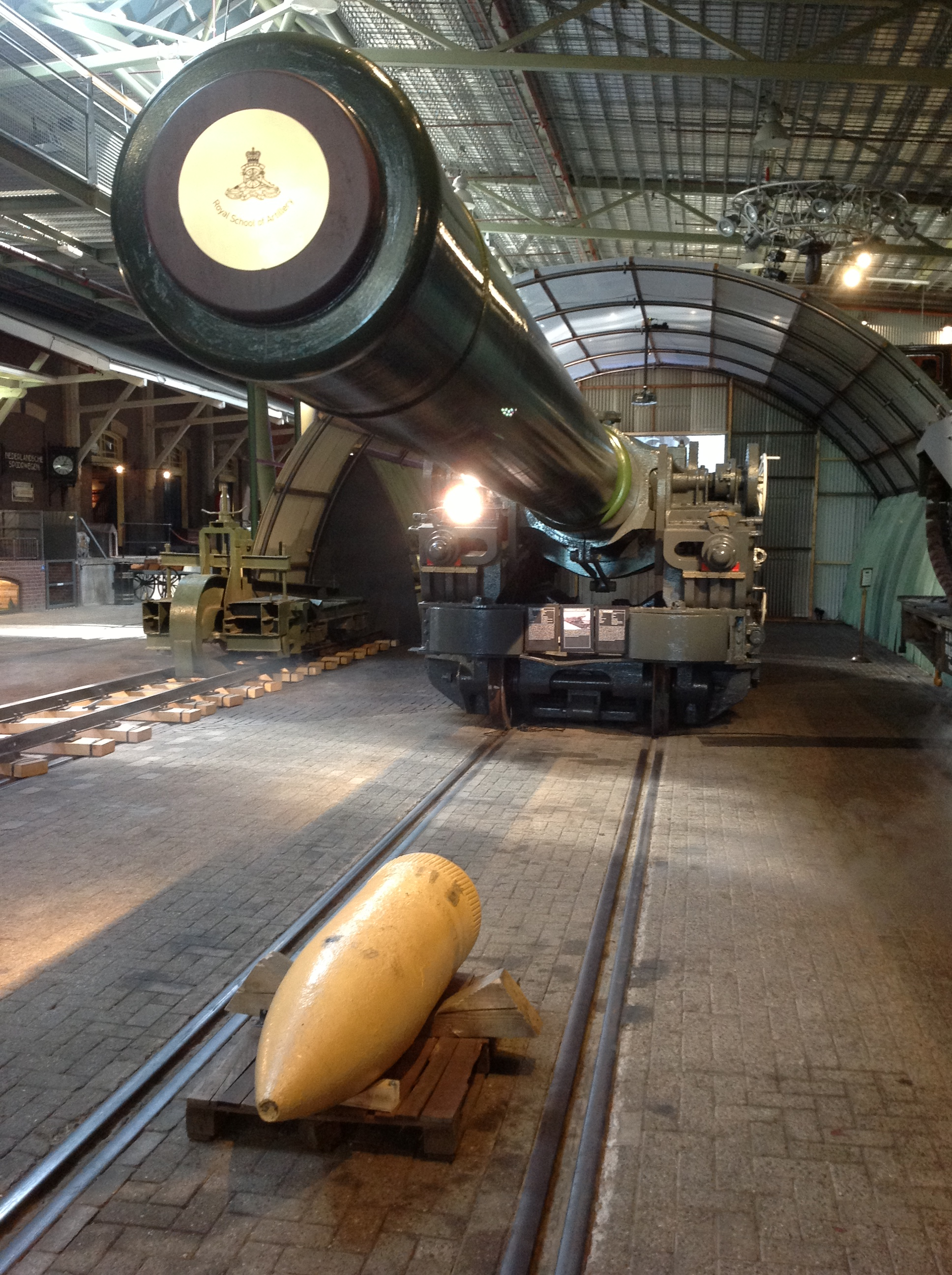
Vooraanzicht L1 met granaat in Spoorwegmuseum

In 2013 is de houwitser en een onderstel geschikt voor het beproeven van het stuk naar Nederland vervoerd. In het Spoorwegmuseum te Utrecht maakte het onderdeel uit van een speciale tentoonstelling Sporen naar het front. De L1 is het grootste stuk van de expositie. Het heeft een totaal gewicht van 195 ton.

## Naslagwerken
- CLARK, Dale, British Artillery 1914-1919. Heavy Artillery. Osprey Publishing, Oxford UK, 2005 ISBN 1-84176-788-3
- HOGG Ian V. & THURSTON L.F., British Artillery Weapons & Ammunition 1914-1918. London: Ian Allan, 1972.